# Osat

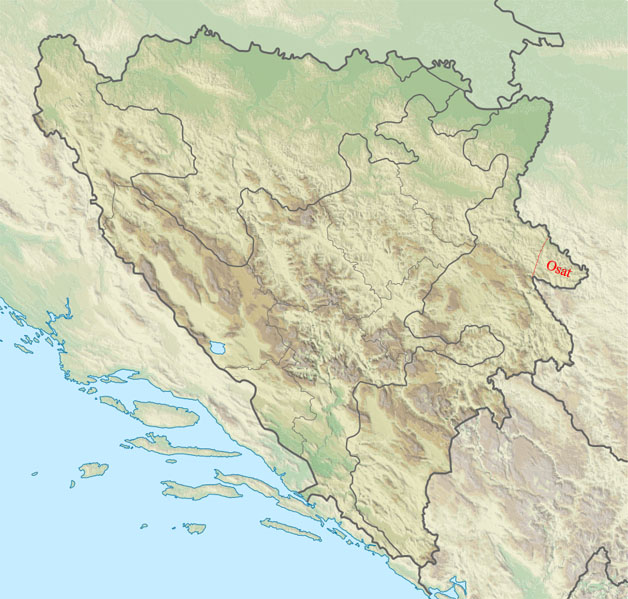
Région d'Osat

Osat est une région géographique située à l'est de la Bosnie-Herzégovine et de la république serbe de Bosnie.
La microrégion d'Osat se trouve dans la vaste boucle que forme la Drina dans la région du Haut Podrinje. Elle partage cette localisation avec la région de Ludmer. Le village éponyme d'Osat est le centre historique de cette microrégion.